# Timete (figlio di Laomedonte)
Timete (in greco antico: Θυμοίτης?, Thymòitēs), è un personaggio della mitologia greca. Fu un principe di Troia.

## Genealogia
Figlio di Laomedonte, sposò Cilla e fu padre di Munippo.

## Mitologia
Fratello di Priamo, fece parte del consiglio degli anziani durante la guerra di Troia e fu tra coloro che osservarono la guerra seduti sulle mura e presso le Porte Scee della città ma nella tragedia di Licofrone Timete assume un ruolo diverso.

### L'uccisione del figlio
Secondo Apollodoro Ecuba, incinta di Paride, fece un sogno premonitore che rivelò al marito Priamo e che gli fece decidere di abbandonare Paride sul Monte Ida una volta nato. 
Nella tragedia di Licofrone anche Cilla (sorella di Ecuba) è incinta di Munippo nello stesso periodo che Ecuba lo rimase di Paride e dopo l'episodio del sogno premonitore, Priamo fece uccidere Munippo e Cilla anziché abbandonare Paride.
Secondo Virgilio infine, Timete fu colui che invitò i troiani a portare dentro le mura il cavallo di legno lasciato sulla spiaggia dagli achei e la tradizione dice che lo fece per vendetta.